# ANCtv (Venezuela)
ANCtv (siglas abreviadas de Asamblea Nacional Constituyente Televisión), es una fase del canal de televisión venezolano ANTV, cuyo propietario es el gobierno de Venezuela, y que entra al aire cuando dicho canal va a transmitir sesiones de Asamblea Nacional Constituyente de Venezuela, instalada en 2017. El procedimiento es que, el logo de ANTV cambia por el logo de ANCtv, cuando va a iniciar la sesión.

## Historia
ANCtv nació en agosto de 2017, pocos días después de ser instalada la Asamblea Nacional Constituyente en 2017, la cual fue elegida con más de 8000 votos en las elecciones a la Constituyente de ese año, y que fueron anunciadas el pasado 1° de mayo por Nicolás Maduro en una movilización en conmemoración al Día del Trabajador en Caracas.

## Logotipo
El logo de ANCtv son las letras "AN" en mayúsculas de color blanco, así cono la letra "C", pero en este caso, esta última está hecha a su forma con los colores de la bandera de Venezuela, la cual es el mismo símbolo que se estaba utilizando en la campaña electoral, rumbo a las elecciones de 30 de julio de 2017. Mientras que las letras "'tv'" están en minúsculas y en color blanco.

## Eslogan
El actual eslogan y primero es "+ Señal del Pueblo Constituyente". Así mismo, como el eslogan de ANTV es "Señal del Pueblo Legislador", ya que las siglas ANTV significan "Asamblea Nacional Televisión", la palabra cambia a constituyente.